# Gladys Bokese
Gladys Bokese est un footballeur congolais (RDC) né le 10 septembre 1983 à Kinshasa. Il évolue au poste de défenseur central.

## Biographie
International congolais, il participe à la Coupe d'Afrique des nations 2006 avec l'équipe de République démocratique du Congo. Il reçoit un carton rouge lors du match contre le Cameroun pour un coup contre Achille Webo lors de la CAN 2006. Il gagne le premier Championnat d’Afrique des Nations en 2009 avec les joueurs locaux en Côte d'Ivoire.
Bokese fait partie des joueurs majeurs du Daring Club Motema Pembe (DMCP).
Il conduit plusieurs fois l'équipe dans les compétitions nationales, à la Coupe du Congo et la VSL-Vodacom Super League, et à l'internationale à la Coupe de la CAF, la C2 et une fois en Ligue des champions de la CAF.
Célèbre par ses interventions en tacles des récupérations et son jeu de tête, Bokese Gladys arrive au DCMP au début de la saison 2002-2003, passe brièvement par le TP Mazembe, puis revient au DMCP avant de partir pour la Tunisie.

## Clubs
| Année     | Club                     | Pays                             |
| --------- | ------------------------ | -------------------------------- |
| 2003-2011 | DC Motema Pembe          | République démocratique du Congo |
| 2012-2014 | Étoile sportive du Sahel | Tunisie                          |
| 2013-2015 | AC Léopards de Dolisie   | République du Congo              |